# The Kingsmen
The Kingsmen es una banda estadounidense de garage rock de los años 1960. Se formaron en Portland, Oregón. Son mejor conocidos por su versión del tema de Richard Berry "Louie Louie". Este sencillo los ubicó en el n.º 2 en el Billboard durante seis semanas. "Louie Louie", aunque ha sido versionada por diversos artistas a través de los años, ha sido especialmente célebre por la versión de The Kingsmen, convirtiéndose en todo un clásico.

## Louie Louie
Cuando se grabó este sencillo la banda estaba conformada por Jack Ely (cantante/guitarra rítmica), Lynn Easton (batería), Mike Mitchell (guitarra), Don Gallucci (piano) y Bob Nordby (bajo). Ken Chase (mánager de Kingsmen y director musical de la estación de radio KISN de Portland) fue el productor en la sesión de grabación. Robert Lindahl (dueño del estudio de grabación Northwestern Inc.) fue el ingeniero de sonido.
"Louie Louie" se mantuvo entre los primeros puestos en las listas a fines de 1963 y a principios de 1964, que por esos años encabezaban Sor Sonrisa y Bobby Vinton, ocupando el n.º 1 por casi cuatro semanas. The Kingsmen también alcanzó el número 1 en el Cashbox y el segundo lugar en el Billboard Hot 100. Además en el Reino Unido alcanzó el puesto 26 en la lista del Record Retailer. Las ventas del sencillo alrededor del mundo superaron el millón de copias. El lado B del sencillo era un instrumental llamado "Haunted Castle".
La banda atrajo la atención nacional cuando "Louie Louie" fue prohibida por el gobernador de Indiana Matthew E. Welsh, y llamó la atención del FBI porque alegaba supuestos mensajes indecentes en la letra de la versión de The Kingsmen. La letra en realidad es inofensiva, pero la desconcertante forma de cantar de Ely igual permitía a los fanes adolescentes y a sus padres imaginar que la canción decía las más escandalosas obscenidades. Este hecho solo logró que se incrementara la popularidad de la canción. En abril de 1966, The Kingsmen volvió a publicar "Louie Louie" y la canción, una vez más, apareció en las listas de popularidad alcanzando el puesto 65 en el Cashbox y el 97 en el Billboard Hot 100.

## Su nombre
Tras el éxito de "Louie Louie", los miembros de The Kingsmen tomaron distintos caminos. Easton, cuya madre había registrado el nombre del grupo y, por tanto, era de su propiedad, declaró su deseo de ser el vocalista de la banda, obligando a Ely a tocar la batería. Esto llevó a Jack Ely y al bajista Bob Nordby a separarse del grupo.
Ely, tiempo después, formó su propia banda llamada "Jack Ely & the Kingsmen". Don Gallucci se vio obligado a salir del grupo por su corta edad y después formó Don and the Goodtimes, que después se tranformaría en un grupo de corta vida llamado Touch. Más tarde, Gallucci se convertiría en productor discográfico con Elektra Records y entre sus producciones más famosas está el segundo álbum de The Stooges Fun House. Los restantes miembros de la banda original, Lynn Easton y Mike Mitchell, son parte de la gira oficial del grupo.
A raíz de una acción legal donde Easton establecía su derecho sobre el nombre "Kingsmen", Ely se vio obligado a dejar de utilizar ese nombre, pero por otra parte, Easton no debía cantar sincronizando sus labios con la voz de Ely. Esto, inicialmente, hizo que la popularidad de The Kingsmen bajara notablemente, después que la audiencia notara que ya no era la misma banda que ellos querían ver. Sin embargo la banda oficial (con Easton como vocalista) lanzó varios sencillos durante la década de los 60s. 
El sencillo que The Kingsmen lanzaría en 1964, después de "Louie Louie", fue una versión de "Money (That's What I Want)", que llegó al puesto n.º 16 del Billboard Hot 100 y n.º 17 en el Cashbox. Luego vino "Little Latin Lupe Lu" que alcanzó el lugar n.º46 en el Billboard y n.º 49 en el Cashbox. Después fue "Death of An Angel" que llegó al n.º 33 en el Cashbox y 42 en el Billboard.
En 1965 volverían a los Top 10 de las listas estadounidenses con "The Jolly Green Giant" que ocupó el puesto n.º4 en el Billboard y n.º  8 en el Cashbox. Después apareció "The Climb", n.º 45 en el Cashbox y n.º 65 en el Billboard. "Annie Fanny" fue el siguiente que alcanzó el lugar n.º 43 en el Cashbox y 47 en el Billboard. Después fue el turno de "(You Got) The Gamma Goochee"  n.º 98 en el Cashbox y n.º 122 en la lista Billboard.
En 1966, The Kingsmen continúa ocupando puestos en las listas de popularidad con "Killer Joe", que ocupó el lugar n.º 77 en el Billboard y n.º 81 en el Cashbox. En 1967, The Kingsmen aparece por última vez en las listas con "Bo Diddley Bach", que llegó al puesto n.º 128 en el Billboard.
El 9 de noviembre de 1998, The Kingsmen se adjudicó la propiedad de todas sus primeras grabaciones lanzadas por Wand Records, incluida "Louie Louie". Ellos no habían pagado los derechos de autor de las canciones desde los años 60.

### Otros usos del nombre
Antes de la formación de este grupo, otro grupo llamado The Kingsmen apareció en 1958 y estaba formado por miembros de Bill Haley & His Comets, apartados de su trabajo regular con Haley. Este grupo obtuvo un éxito (que ocupó el lugar n.º 35 en las listas) y era un instrumental titulado "Weekend". La banda hizo al menos una aparición en "American Bandstand" el año 1958.
Otros grupos han utilizado el título "El Kingsmen", incluido un grupo de vocal de góspel y bandas que después cambiaron su nombre, como Flamin' Groovies, The Gants y una conocida banda de música country llamada The Statler Brothers. Un grupo a cappella en la Universidad de Columbia es tradicionalmente conocido como The Kingsmen, una encarnación de ese grupo se convirtió en Sha Na Na.

## Discografía

### Sencillos
- Louie Louie /  Haunted Castle, Wand (octubre de 1963), POP #2; UK #26
- Money / Bent Scepter, Wand (febrero de 1964), POP #16
- Little Latin Lupe Lu / David's Mood, Wand (junio de 1964), POP #46
- Death Of An Angel / Searching For Love, Wand (agosto de 1964), POP #42
- The Jolly Green Giant / Long Green, Wand (diciembre de 1964), POP #4, R&B #25
- The Climb / The Waiting, Wand (abril de 1965), POP #65
- Annie Fanny / Give Her Lovin’, Wand (julio de 1965), POP #47
- (You Got) The Gamma Goochee / It's Only The Dog, Wand (diciembre de 1965), POP #122
- Killer Joe / Little Green Thing, Wand (enero de 1966), POP #77
- The Krunch / The Climb, Wand (febrero de 1966)
- Little Sally Tease / My Wife Can't Cook, Wand (junio de 1966)
- If I Need (ed) Someone / Grass Is Green, Wand (octubre de 1966)
- Trouble / Daytime Shadows, Wand (marzo de 1967)
- Children's Caretaker / The Wolf of Manhattan, Wand (junio de 1967)
- (I Have Found) Another Girl / Don’t Say No, Wand (julio de 1967)
- Bo Diddley Bach / Just Before the Break of Day, Wand (octubre de 1967), POP #128
- Get Out of My Life Woman / Since You’ve Been Gone, Wand (febrero de 1968)
- On Love / I Guess I Was Dreamin’, Wand (mayo de 1968)
- You Better Do Right / Today, Capitol (1973)